# Marathon van Zürich 2008

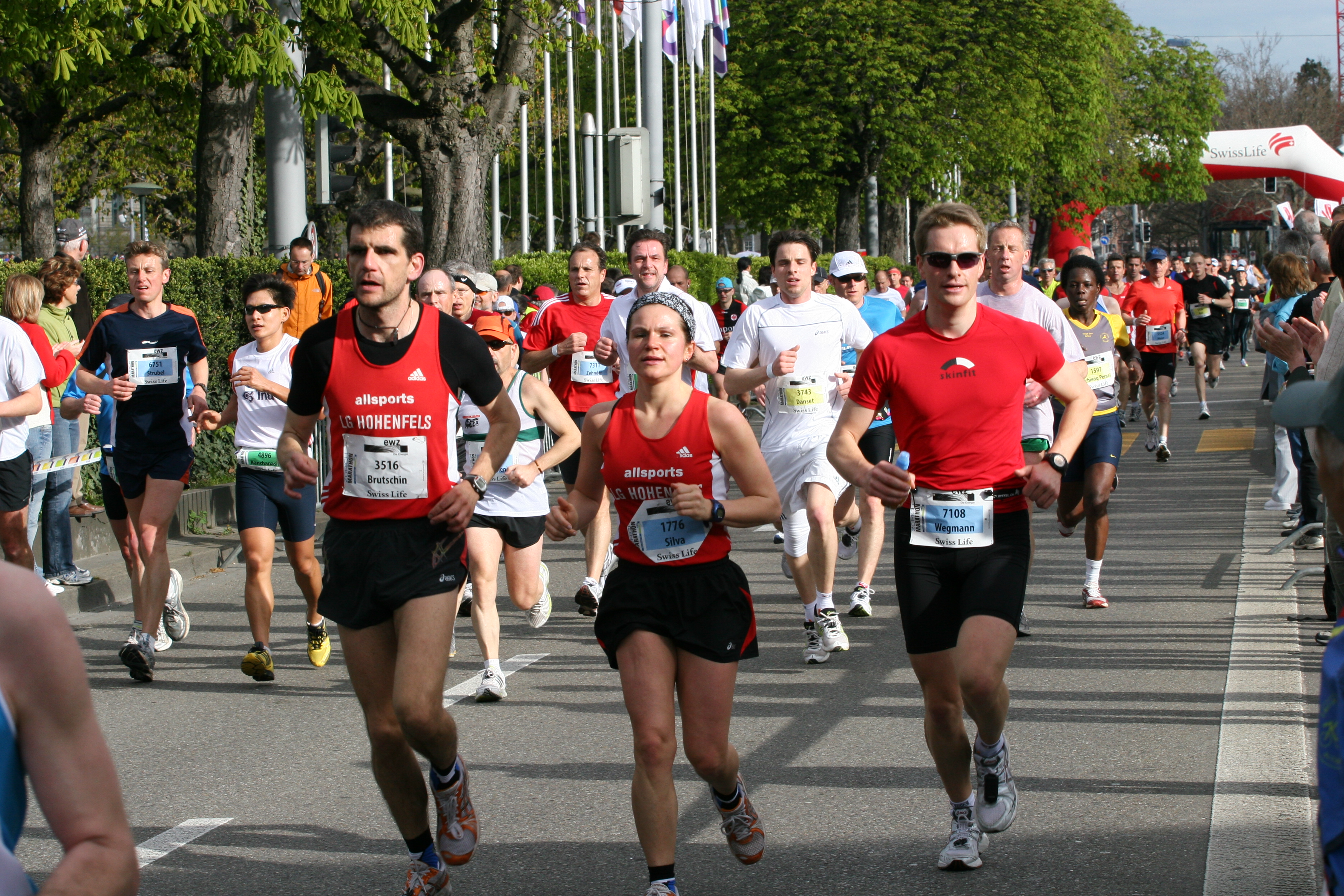
Marathonlopers onderweg

De marathon van Zürich 2008 vond plaats op zondag 20 april 2008. De wedstrijd bij de mannen werd gewonnen door de Rus Oleg Koelkov met een kleine voorsprong op de Keniaan Edwin Kibowen. Bij de vrouwen ging de winst naar de Keniaanse Tadelesh Birra.
In totaal finishten 4599 atleten de wedstrijd waarvan 817 vrouwen.

## Uitslagen

### Mannen
| rang   | naam                 | land | tijd    |
| ------ | -------------------- | ---- | ------- |
| Goud   | Oleg Koelkov         | RUS  | 2:11.15 |
| Zilver | Edwin Kibowen        | KEN  | 2:11.50 |
| Brons  | Stanley Leleito      | KEN  | 2:13.40 |
| 4      | Anderson Chirchir    | KEN  | 2:14.01 |
| 5      | Hosea Kiptanui       | KEN  | 2:14.21 |
| 6      | Assefa Mezgzbu       | ETH  | 2:14.52 |
| 7      | Tesfaye Eticha       | ETH  | 2:16.25 |
| 8      | Wilson Pkorkor       | KEN  | 2:17.54 |
| 9      | Joseph Kipkoech      | KEN  | 2:18.21 |
| 10     | Kuino David Kiplagat | KEN  | 2:18.47 |
| 11     | Urguessa Wayessa     | ETH  | 2:19.13 |
| 12     | Senbeta Teklemedhin  | ETH  | 2:19.58 |
| 13     | Daniel Kiptum        | KEN  | 2:20.23 |
| 14     | Tarcis Ançay         | SUI  | 2:22.32 |
| 15     | Jonathan Wyatt       | NZL  | 2:23.06 |

### Vrouwen
| rang   | naam                | land | tijd    |
| ------ | ------------------- | ---- | ------- |
| Goud   | Tadelesh Birra      | ETH  | 2:32.08 |
| Zilver | Karolina Jarzynska  | POL  | 2:33.15 |
| Brons  | Prisca Kiprono      | KEN  | 2:34.13 |
| 4      | Nina Podnebesnova   | RUS  | 2:35.35 |
| 5      | Getahun Tarekegn    | ETH  | 2:37.05 |
| 6      | Holly Rush          | GBR  | 2:37.34 |
| 7      | Maja Neuenschwander | SUI  | 2:40.41 |
| 8      | Patricia Morcelli   | SUI  | 2:46.02 |
| 9      | Daniela Vassali     | SUI  | 2:48.32 |
| 10     | Nelly Glauser       | SUI  | 2:48.56 |

2003 ·
2004 ·
2005 ·
2006 ·
2007 ·
2008 ·
2009 ·
2010 ·
2011 ·
2012 ·
2013 ·
2014 ·
2015 ·
2016 ·
2017